# Bear Trapp
Pour les articles homonymes, voir Trapp.
Doug Trapp Jr. (né le 11 octobre 1984 à Balcarres, dans la province de la Saskatchewan au Canada) est un joueur professionnel canadien de hockey sur glace.

## Carrière de joueur
Après avoir joué quatre saisons avec les Pioneers de la Sacred Heart University aux États-Unis, il joue ses premières parties professionnelles dans l'ECHL au terme de la saison 2008-2009. La saison suivante, après quelques parties dans sa ville natale avec les Broncs de la Qu'Appelle Valley Hockey League, il retourne chez les professionnels en jouant pour quatre équipes différentes dans la Ligue centrale de hockey et dans l'ECHL.
Pour la saison 2010-11, il signe le 17 février 2011 avec les Steelheads de l'Idaho.

## Statistiques de carrière
| Saison    | Équipe                                | Ligue |    | Saison régulière | Saison régulière | Saison régulière | Saison régulière | Saison régulière |    | Séries éliminatoires | Séries éliminatoires | Séries éliminatoires | Séries éliminatoires | Séries éliminatoires |
| Saison    | Équipe                                | Ligue | PJ | B                | A                | Pts              | Pun              | PJ               | B  | A                    | Pts                  | Pun                  |                      |                      |
| 2002-2003 | Millionaires de Melville              | LHJS  | 46 | 4                | 16               | 20               | 51               | -                | -  | -                    | -                    | -                    |                      |                      |
| 2003-2004 | Millionaires de Melville              | LHJS  | 58 | 18               | 32               | 50               | 88               | -                | -  | -                    | -                    | -                    |                      |                      |
| 2004-2005 | Bruins d'Estevan                      | LHJS  | 50 | 28               | 45               | 73               | 65               | -                | -  | -                    | -                    | -                    |                      |                      |
| 2005-2006 | Pioneers de l'université Sacred Heart | NCAA  | 34 | 16               | 27               | 43               | 67               | -                | -  | -                    | -                    | -                    |                      |                      |
| 2006-2007 | Pioneers de l'université Sacred Heart | NCAA  | 36 | 17               | 23               | 40               | 52               | -                | -  | -                    | -                    | -                    |                      |                      |
| 2007-2008 | Pioneers de l'université Sacred Heart | NCAA  | 34 | 13               | 27               | 40               | 55               | -                | -  | -                    | -                    | -                    |                      |                      |
| 2008-2009 | Pioneers de l'université Sacred Heart | NCAA  | 36 | 10               | 23               | 33               | 54               | -                | -  | -                    | -                    | -                    |                      |                      |
| 2008-2009 | Jackals d'Elmira                      | ECHL  | 6  | 3                | 1                | 4                | 5                | 1                | 0  | 0                    | 0                    | 0                    |                      |                      |
| 2009-2010 | Broncs de Balcarres                   | QVHL  | 4  | 9                | 6                | 15               | 8                | -                | -  | -                    | -                    | -                    |                      |                      |
| 2009-2010 | Mudbugs de Bossier-Shreveport         | LCH   | 1  | 0                | 0                | 0                | 0                | -                | -  | -                    | -                    | -                    |                      |                      |
| 2009-2010 | Bucks de Laredo                       | LCH   | 6  | 0                | 1                | 1                | 25               | -                | -  | -                    | -                    | -                    |                      |                      |
| 2009-2010 | Jackals d'Elmira                      | ECHL  | 20 | 4                | 9                | 13               | 18               | -                | -  | -                    | -                    | -                    |                      |                      |
| 2009-2010 | Chiefs de Johnstown                   | ECHL  | 11 | 2                | 2                | 4                | 14               | -                | -  | -                    | -                    | -                    |                      |                      |
| 2010-2011 | Steelheads de l'Idaho                 | ECHL  | 5  | 1                | 2                | 3                | 9                | -                | -  | -                    | -                    | -                    |                      |                      |
| 2013-2014 | Broncs de Balcarres                   | QVHL  | 15 | 9                | 24               | 33               | 42               | 11               | 10 | 15                   | 25                   | 20                   |                      |                      |

## Parenté dans le sport
- Fils de Doug Trapp et petit-fils de Barry Trapp[1].